# Cemitério Rural de Albany
O Cemitério Rural de Albany foi estabelecido em 7 de outubro de 1844, em Menands, estado de Nova Iorque, Estados Unidos, nos arredores da cidade de Albany. É conhecido como um dos cemitérios pastorais mais bonitos dos EUA, com mais de 400 acre(s)s (1,6 km2). Muitas figuras históricas americanas estão sepultadas lá.

## História
Em 2 de abril de 1841, uma associação foi formada para dar vida ao cemitério. Um comitê da associação selecionou o local em 20 de abril de 1844. O cemitério originalmente continha 100 acre(s)s (0,40 km2). Esta parte foi consagrada em 7 de outubro de 1844. Daniel D. Barnard fez o discurso de dedicação, que foi um dos muitos feitos em cemitérios rurais em todo o nordeste nos anos desde o discurso do juiz Joseph Story no Cemitério de Mount Auburn em 1831 até o Discurso de Gettysburg de to Lincoln em 1863. O primeiro sepultamento foi feito em maio de 1845. Localizada perto da entrada está a casa de Louis Menand.
David Bates Douglass, um engenheiro militar e civil, trabalhando como arquiteto consultor, projetou o layout paisagístico do Cemitério Rural de Albany, entre 1845 e 1846. Ele modelou seu projeto do Cemitério Rural de Albany, bem como seu subsequente e final, o Cemitério Mount Hermon, em uma área rural fora da cidade de Quebec, Canadé Leste, em seu primeiro projeto, o aclamado Cemitério Green-Wood, no que na época era uma seção rural do Brooklyn. Todos os três cemitérios-jardim de Douglass receberam um status histórico, por suas respectivas jurisdições.
Em 1868, corpos de outros cemitérios foram removidos e enterrados novamente no Cemitério Rural de Albany.

## Sepultamentos notáveis
O cemitério tem uma série de sepultamentos notáveis, particularmente de políticos e industriais do estado de Nova Iorque do século XIX, e figuras relacionadas à história do Parque Adirondack.

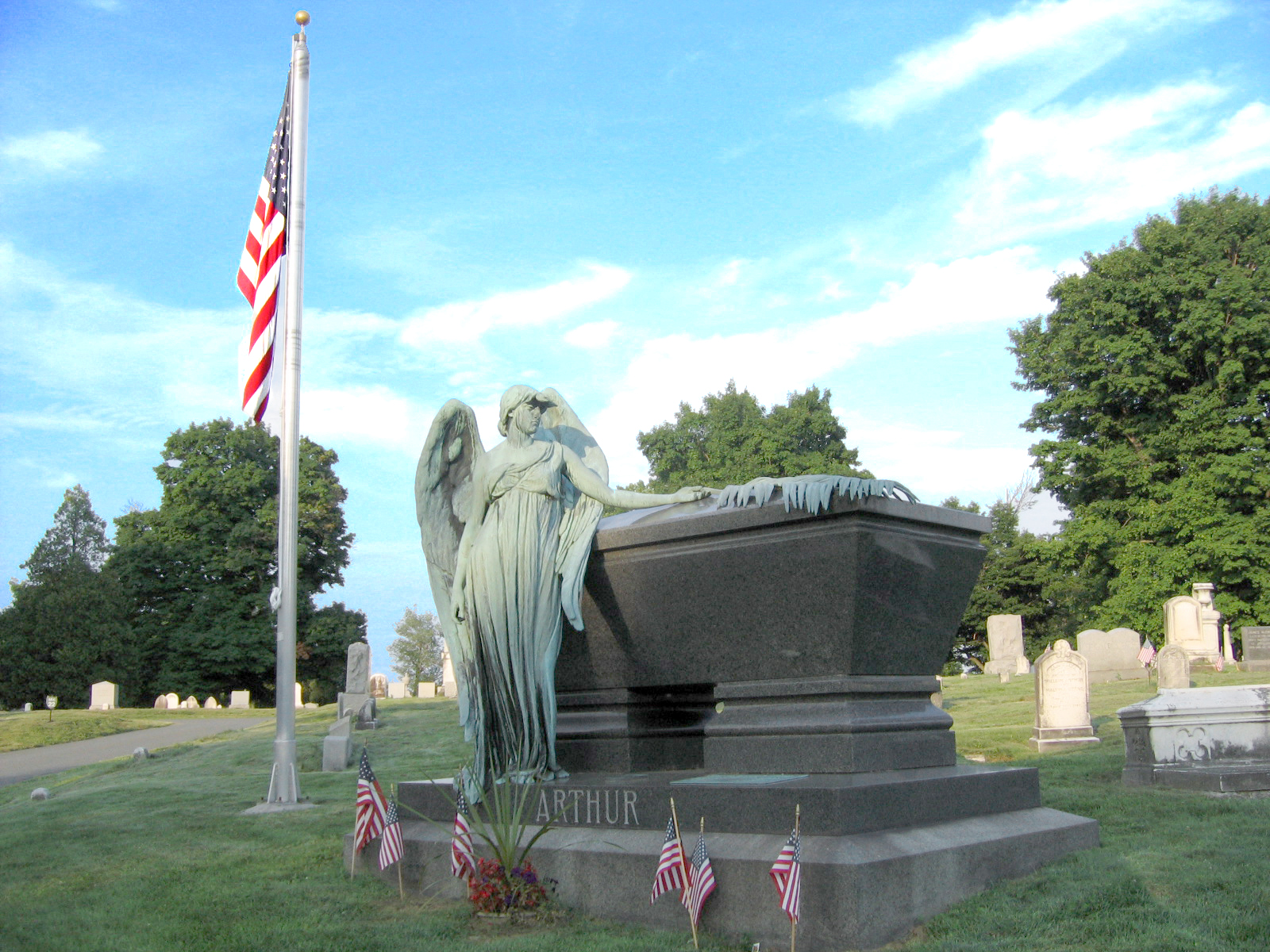
Túmulo do Presidente Chester A. Arthur

- Presidente Chester A. Arthur (1829–1886) – o 21º Presidente dos Estados Unidos, foi enterrado com sua esposa Ellen Lewis Herndon Arthur, (1837–1880). Seu memorial foi projetado por Ephraim Keyser e dedicado em 15 de junho de 1889. Amigos do ex-presidente contribuíram com um fundo que forneceu US$ 10.000 para o memorial e para uma estátua que foi erguida na cidade de Nova Iorque.
- Erastus Corning (1794–1872) – Fundador e presidente da New York Central Railroad.
- Erastus Corning 2nd (1909–1983) – Bisneto de Erastus Corning e prefeito de Albany por 41 years. Ele também está no lote da família Corning.
- Anne Darling (1913–1991) – Atriz mais conhecida como a pastora em A Noiva de Frankenstein.[7]
- Charles Fort (1874–1932) – Escritor e pesquisador americano especializado em fenômenos anômalos.
- Peter Gansevoort (1749–1812) – Coronel do Exército Continental e mais tarde general de brigada do Exército dos EUA. Conhecido por liderar a defesa do Fort Stanwix durante a Campanha de Saratoga.
- Jack Gwillim (1909–2001) – Ator inglês conhecido por ter interpretado Poseidon em Fúria de Titãs.[8]
- James Hall Jr. (1811–1898) – Geólogo e paleontólogo.[9]
- Learned Hand (1872–1961) – Juiz do Tribunal Distrital dos EUA para o Distrito Sul de Nova Iorque de 1909 a 1924 e do Segundo Circuito de Cortes de Apelação dos Estados Unidos de 1924 até sua morte.
- Lansing Hotaling (1839–1909) – Promotor Público do Condado de Albany e membro da Assembleia do Estado de Nova Iorque
- Edward Burton Hughes (1905–1987) – Comissário em exercício do Departamento de Transporte do Estado de Nova Iorque em 1969, Comissário Executivo Adjunto do Departamento de Transporte do Estado de Nova Iorque (1967–70), e Superintendente Adjunto do Departamento de Obras Públicas do Estado de Nova Iorque (1952–1967). Após sua aposentadoria em 1970, Hughes fundou o Prêmio de Realização E. Burton Hughes.
- Daniel Manning (1831–1887) – Jornalista, político e banqueiro, atuou como Secretário do Tesouro no governo do presidente Grover Cleveland.
- Mary Margaretta Fryer Manning (1844–1928) – Presidente Geral das Filhas da Revolução Americana
- William Learned Marcy (1786–1857) – Estadista americano, que serviu como senador dos EUA, governador de Nova Iorque, Secretário da Guerra e Secretário de Estado dos EUA. Quando ele morreu em 1857, parentes lembraram que Marcy "frequentemente expressou o desejo de ser enterrado onde ele havia passado tanto tempo em leitura e contemplação".[10]
- Erastus Dow Palmer (1817–1904) – Escultor. Ele trabalhou em um estúdio em Albany produzindo estátuas e bustos de retratos por muitos anos antes de morrer em 1904. Ele produziu duas estátuas que são exibidas no Edifício do Capitólio dos Estados Unidos em Washington, D.C.; a estátua de Robert Livingston e "Paz na Escravidão". Várias das obras do Sr. Palmer adornam marcadores no cemitério, um dos quais é intitulado "O Anjo no Sepulcro" – o lote de Banks. Palmer também projetou o monumento de granito no túmulo de William Learned Marcy, senador dos EUA e governador de Nova Iorque por três mandatos.
- William Paterson (1745–1806) – Senador do EUA e governador de Nova Jérsei e signatário da Constituição dos Estados Unidos. Paterson encerrou sua carreira como Juiz Associado da Suprema Corte, servindo até sua morte. Ele está enterrado no mesmo lote que seu genro, Stephen Van Rensselaer.
- Rufus Wheeler Peckham (1809–1873) – Juiz da Corte de Apelações de Nova Iorque e congressista dos EUA que se perdeu no mar. Há um cenotáfio em sua homenagem no jazigo da família Peckham.
- Rufus Wheeler Peckham (1838–1909) – Juiz Associado da Suprema Corte dos Estados Unidos (1895–1909) – no lote da família Peckham.
- Wheeler Hazard Peckham (1833–1905) – Advogado proeminente da cidade de Nova Iorque e um candidato fracassado à Suprema Corte. Ele está enterrado no jazigo da família Peckham.
- Peggy Schuyler (1758–1801) – Cunhada de Alexander Hamilton.
- Philip Pieterse Schuyler (1628–1683) – progenitor da família Schuyler, da família Livingston e ancestral da família Bush.
- Gilbert R. Spalding (1812–1880) – Showman e dono de circo no lote da família Spalding e Robbins.[11]
- Ambrose Spencer (1765–1848) – Advogado, juiz e político de Nova Iorque, também está enterrado nas proximidades.
- John Canfield Spencer (1788–1855) – Secretário da Guerra e Secretário do Tesouro do presidente John Tyler e um candidato fracassado à Suprema Corte, enterrado no jazigo da família Spencer.
- Frances Starr (1886–1973) – Atriz americana de teatro, cinema e televisão.[12]
- Kate Stoneman (1841–1925) – Uma sufragista do início do século XX e a primeira mulher admitida na Ordem dos Advogados do Estado de Nova Iorque.
- Ebby Thacher (1896–1966) – um dos primeiros membros dos Alcoólicos Anónimos, o melhor amigo e patrocinador do cofundador William Wilson (Bill W.)[13][14]
- Franklin Townsend (1821–1898) – Um industrial do século XIX, ativo no negócio de ferro de sua família, que era um ramo da Stirling Iron Works, a fabricante das correntes do rio Hudson que impediu a Marinha Real Britânica de navegar pelo rio Hudson durante a Guerra de Independência dos Estados Unidos. Ele foi ativo na política de Albany, servindo como vereador e um mandato como prefeito da cidade. Ele serviu como ajudante-geral do estado de Nova Iorque de 1869 a 1873 e está enterrado com sua esposa.
- John Van Buren (1810–1866) – filho do presidente Martin Van Buren. John Van Buren, um belo advogado conhecido como "Príncipe John", morreu no mar em 13 de outubro de 1866, durante uma viagem de Liverpool para Nova Iorque. Seu túmulo é marcado por uma cruz de mármore italiana.
- General Stephen Van Rensselaer (1764–1839) – o último patroon, que morreu em 1839, foi o fundador da escola científica que mais tarde se tornou o Instituto Politécnico Rensselaer.
- Thomas Kirby Van Zandt (1814–1886) – um famoso pintor de cavalos.
- Alice Morgan Wright (1881–1975) – Escultora modernista, cofundadora da Liga das Mulheres Eleitoras do estado de Nova Iorque, secretária de registro do Partido pelo Sufrágio Feminino, cofundadora do Partido Nacional da Mulher e fundadora da Sociedade de Educação Humana.
- Thurlow Weed (1797–1882) – Editor de jornal de Nova Iorque e político Whig e Republicano; marcado por uma torre, lote de esquina.[15]

## Comemorações
- Philip Schuyler – Uma coluna dórica de 11 metros de altura no Lote 2, Seção 29 homenageia o general Philip Schuyler, major-general do Exército Continental, delegado no Congresso Continental, um dos dois primeiros senadores dos Estados Unidos eleitos por Nova Iorque e descendente de Philip Pieterse Schuyler.
- Dois monumentos dentro deste cemitério incorporam obras em bronze do escultor Oscar Lenz. Lenz criou "O Anjo da Ressurreição" e o friso no monumento da família Parsons, bem como o relevo de um guerreiro sentado recebendo um buquê de papoulas do "Anjo da Morte" no mausoléu de George Porter Hilton.[16]

## Galeria

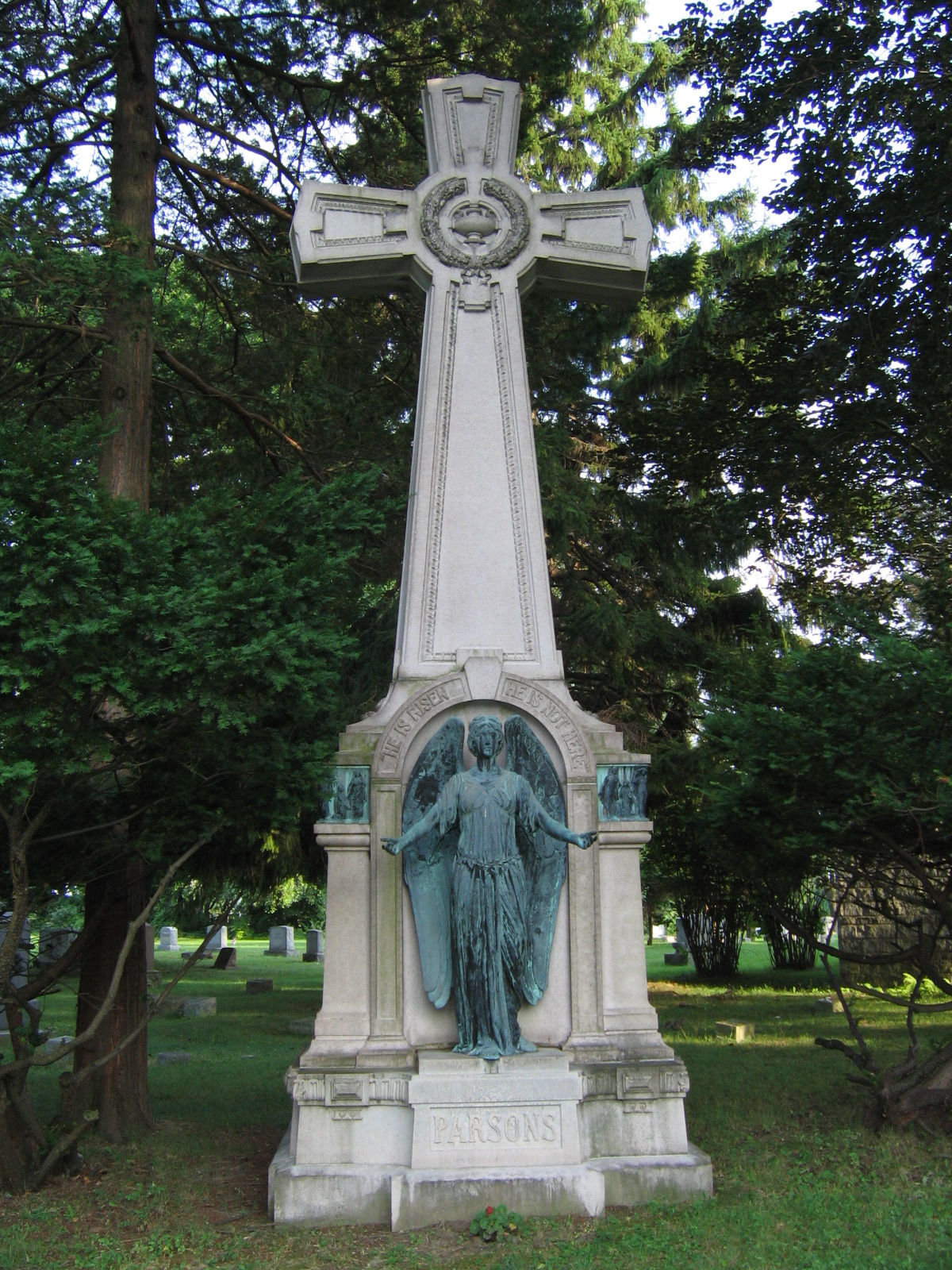
Escultura de anjo de Oscar Lenz no marcador da família Parsons
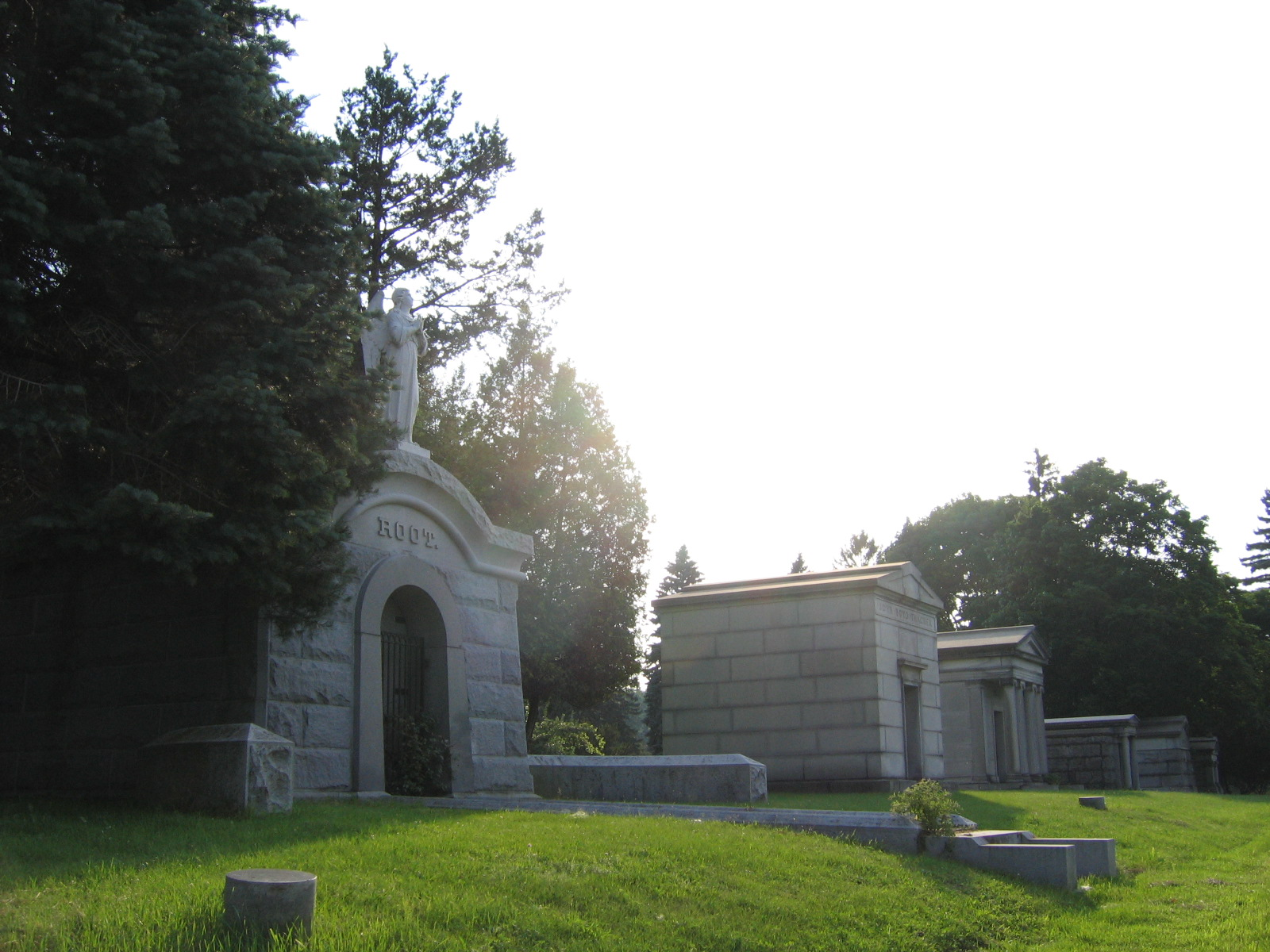
Mausoléus
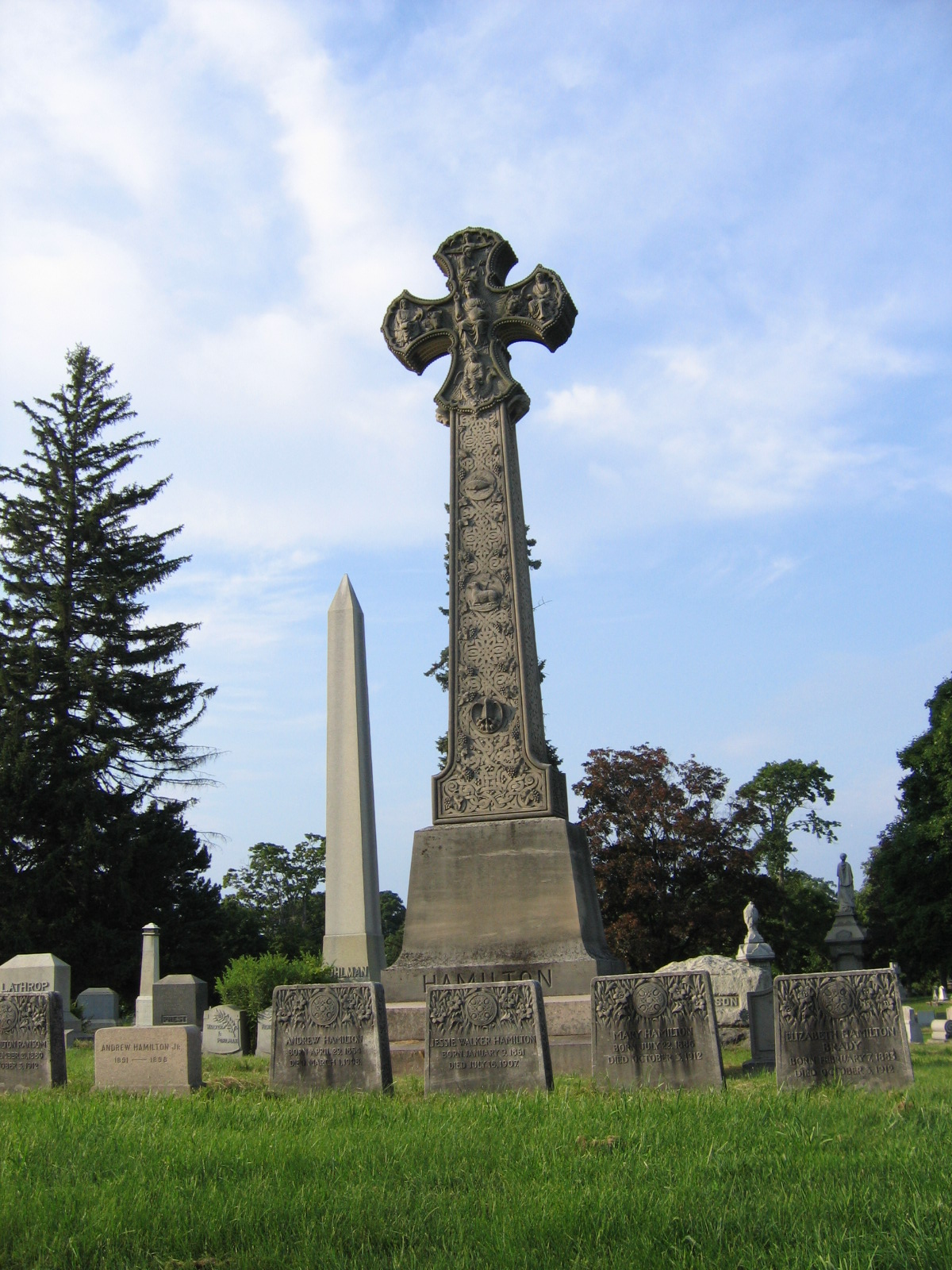
Cruz da família Hamilton
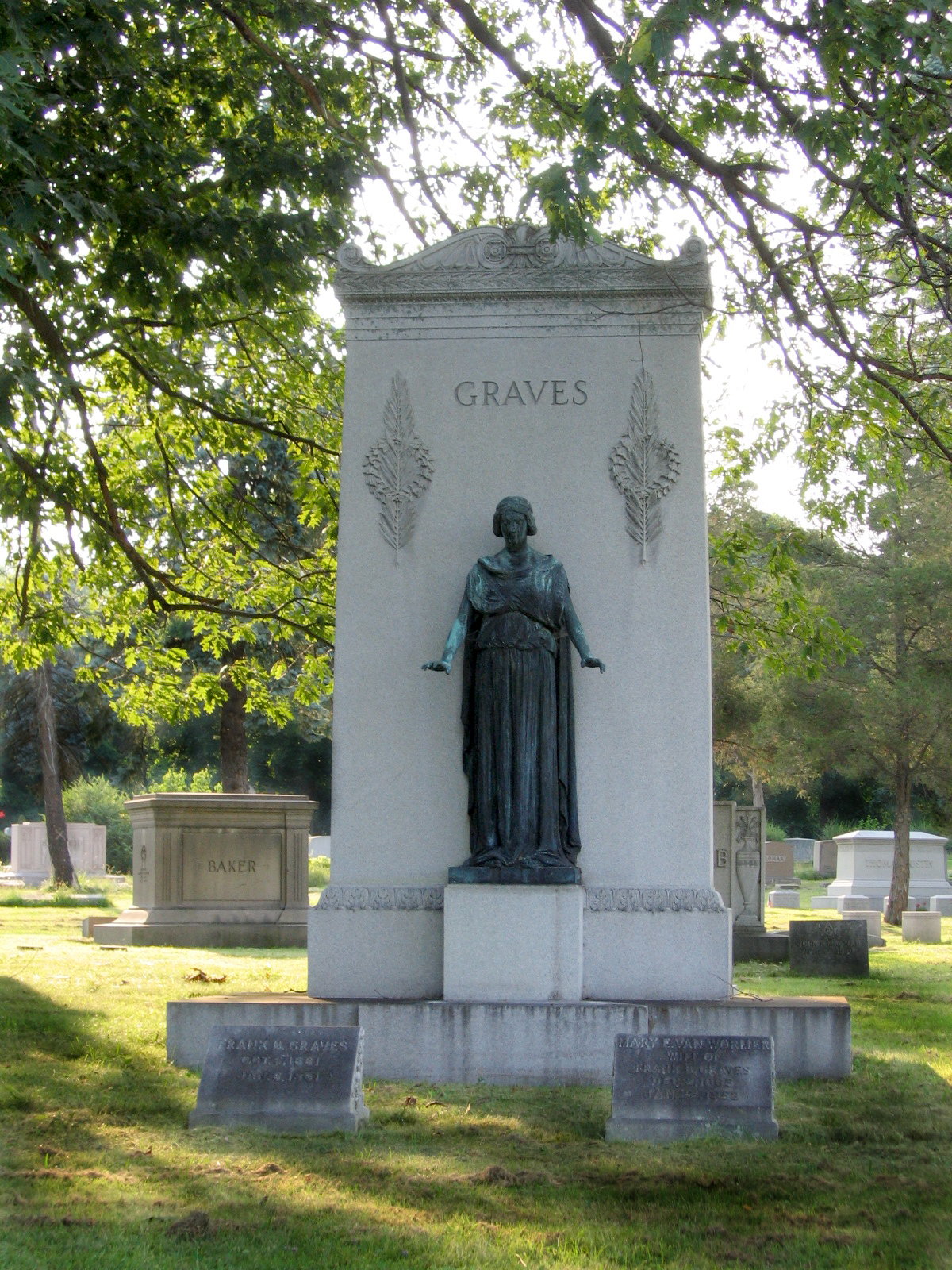
Marcador da família Graves
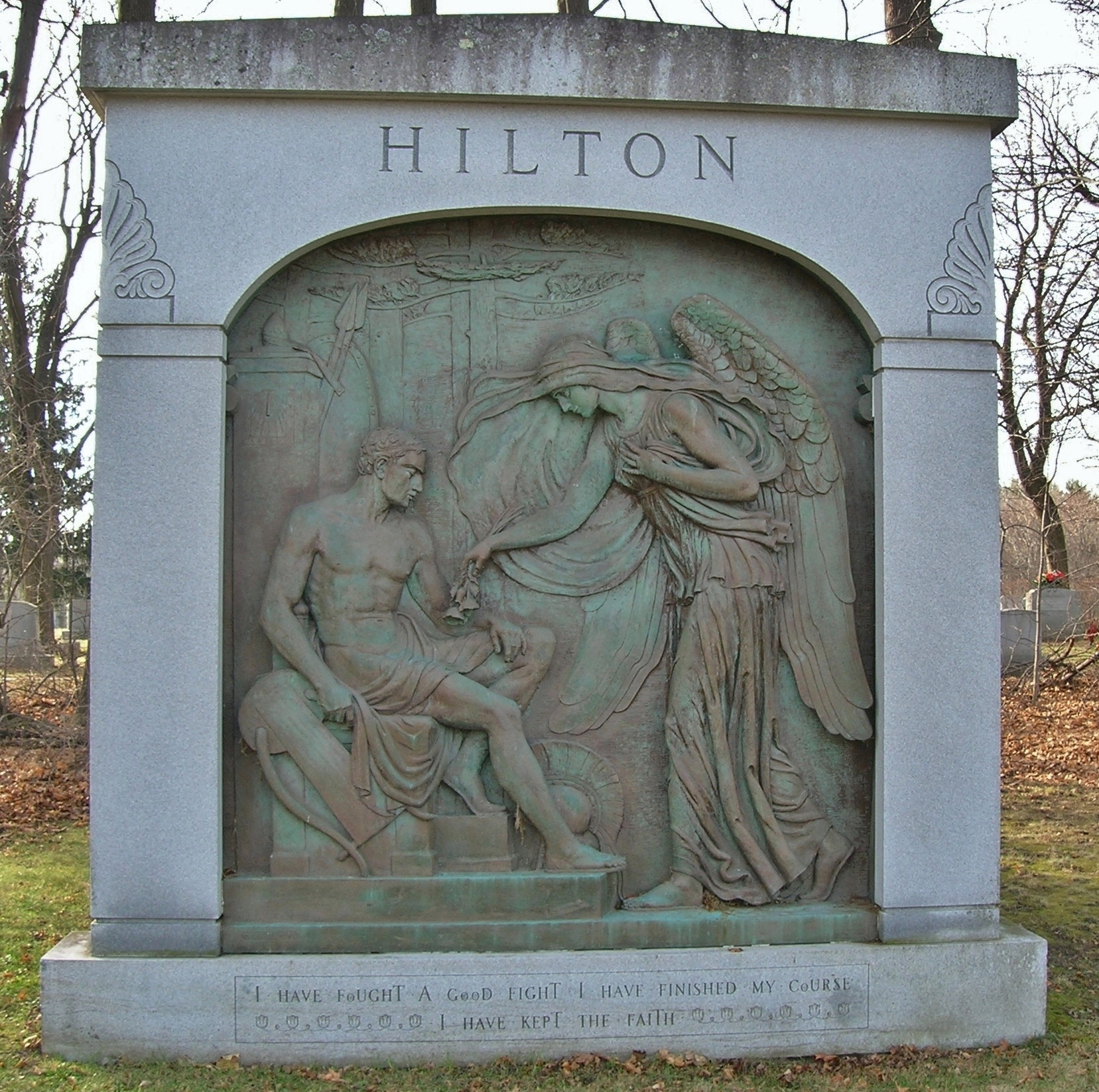
Escultura de Oscar Lenz no mausoléu Hilton, proprietários da Hilton Bridge & Construction Company.
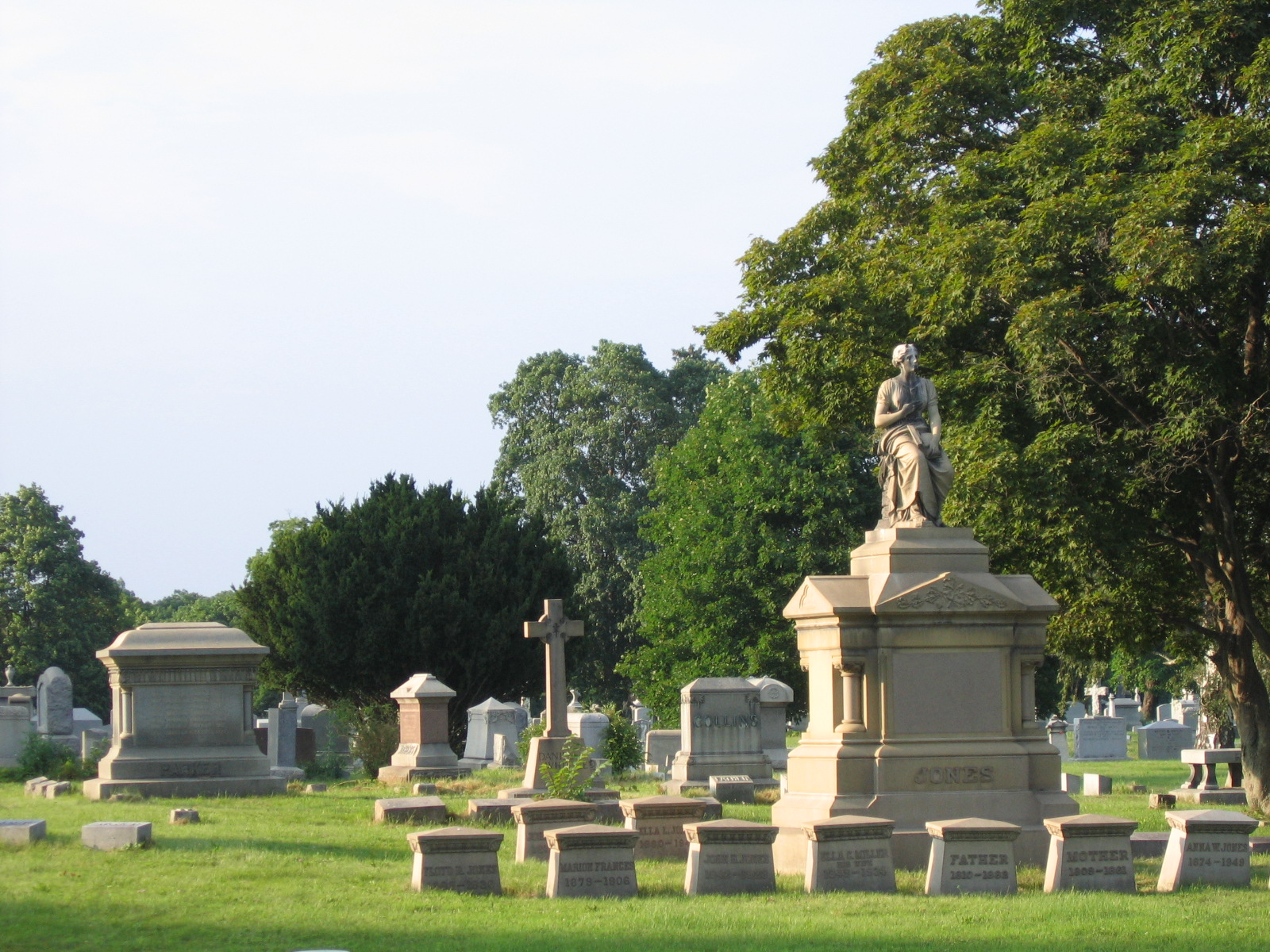
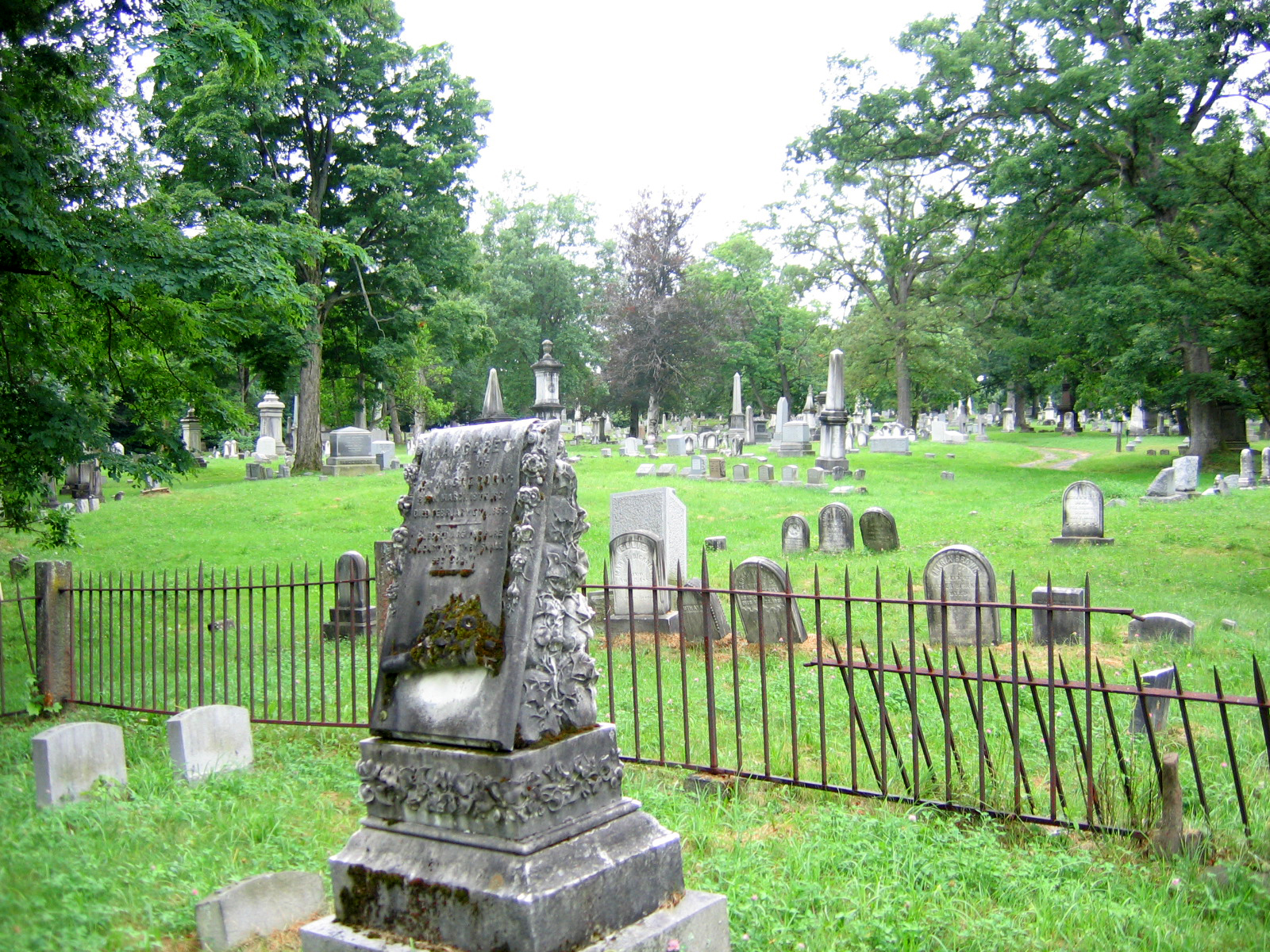
Túmulo de Margaret Gregory